# Exton, Rutland
Exton är en ort i civil parish Exton and Horn, Storbritannien. Den ligger i grevskapet och kommunen Rutland och riksdelen England, i den sydöstra delen av landet, 140 km norr om huvudstaden London. Exton ligger 113 meter över havet. Exton var en civil parish fram till 2016 när blev den en del av Exton and Horn. Civil parish hade 607 invånare år 2011. Byn nämndes i Domedagsboken (Domesday Book) år 1086, och kallades då Exentune.
Terrängen runt Exton är platt. Runt Exton är det ganska tätbefolkat, med 90 invånare per kvadratkilometer. Närmaste större samhälle är Melton Mowbray, 18,9 km väster om Exton. Trakten runt Exton består till största delen av jordbruksmark.